# Teorema di Gauss-Lucas
In analisi complessa, una branca della matematica, il teorema di Gauss–Lucas fornisce un relazione geometrica tra le radici di un polinomio {\displaystyle P} e le radici della sua derivata {\displaystyle P'}. L'insieme delle radici di un polinomio reale o complesso è un insieme di punti nel piano complesso. Il teorema afferma che le radici di {\displaystyle P'} giacciono tutte all'interno dell'inviluppo convesso delle radici di {\displaystyle P}, cioè il più piccolo poligono convesso che contiene le radici di {\displaystyle P}. Quando {\displaystyle P} ha una radice singola allora il suo inviluppo convesso è un solo punto, mentre quando gli zeri giacciono su una retta allora l'inviluppo è un segmento appartenente a tale retta. Il teorema di Gauss–Lucas, che deve il suo nome a Carl Friedrich Gauss e Félix Lucas, è molto simile per certi versi al teorema di Rolle.

## Enunciato
Sia {\displaystyle P} è un polinomio (non costante) a coefficienti complessi, allora tutte le radici di {\displaystyle P'} appartengono all'inviluppo convesso dell'insieme degli zeri di {\displaystyle P}.

## Casi speciali
È facile vedere che se {\displaystyle P(x)=ax^{2}+bx+c} è un polinomio di secondo grado,
lo zero di {\displaystyle P'(x)=2ax+b} è la media delle radici di {\displaystyle P}. In questo caso, l'inviluppo convesso è il segmento di estremi le due radici ed è evidente che la media degli zeri si trovi nel punto medio di tale segmento.
Per un polinomio complesso {\displaystyle P} di terzo grado (funzione cubica) con tre zeri distinti, il teorema di Marden 
afferma che gli zeri di {\displaystyle P'} sono i fuochi dell'inellisse di Steiner, che è l'unico ellisse tangente ai lati del triangolo formato dagli zeri di {\displaystyle P} nei loro punti medi.
Per un polinomio complesso {\displaystyle P} di quarto grado con 4 zeri distinti che formano un quadrilatero concavo, uno degli zeri di {\displaystyle P} giace nell'inviluppo convesso degli altri tre; tutte e tre le radici di {\displaystyle P'} giacciono in due dei tre triangoli formati dallo zero interno di {\displaystyle P} e dagli altri due.
Inoltre, se un polinomio di grado {\displaystyle n} a coefficienti reali ha {\displaystyle n} radici distinte {\displaystyle x_{1}<x_{2}<\cdots <x_{n}}, si mostra, usando il teorema di Rolle, che gli zeri del polinomio derivato si trovano nell'intervallo {\displaystyle [x_{1},x_{n}]}, che è l'inviluppo convesso dell'insieme delle radici.
L'inviluppo convesso delle radici del polinomio {\displaystyle p_{n}x^{n}+p_{n-1}x^{n-1}+\cdots +p_{0}} in particolare include il punto {\displaystyle -{\frac {p_{n-1}}{n\cdot p_{n}}}}.

## Dimostrazione
Sui numeri complessi, {\displaystyle P} è fattorizzabile in fattori primi
{\displaystyle P(z)=\alpha \prod _{i=1}^{n}(z-a_{i})}
dove i numeri complessi {\displaystyle a_{1},a_{2},\ldots ,a_{n}} sono le – non necessariamente distinte – radici del polinomio {\displaystyle P}, il numero complesso {\displaystyle \alpha } è il coefficiente direttore di {\displaystyle P} e {\displaystyle n} è il grado del polinomio. Sia {\displaystyle z} un qualunque numero complesso per cui {\displaystyle P(z)\neq 0}. Allora si ha per la derivata logaritmica
{\displaystyle {\frac {P^{\prime }(z)}{P(z)}}=\sum _{i=1}^{n}{\frac {1}{z-a_{i}}}.}
In particolare, se {\displaystyle z} è uno zero di {\displaystyle P'} e {\displaystyle P(z)\neq 0}, allora
{\displaystyle \sum _{i=1}^{n}{\frac {1}{z-a_{i}}}=0},
equivalente a
{\displaystyle \ \sum _{i=1}^{n}{\frac {{\overline {z}}-{\overline {a_{i}}}}{\vert z-a_{i}\vert ^{2}}}=0.}
Si può scrivere come
{\displaystyle \left(\sum _{i=1}^{n}{\frac {1}{\vert z-a_{i}\vert ^{2}}}\right){\overline {z}}=\left(\sum _{i=1}^{n}{\frac {1}{\vert z-a_{i}\vert ^{2}}}{\overline {a_{i}}}\right).}
Prendendo i coniugati, si nota che {\displaystyle z} è una somma pesata con coefficienti positivi che hanno somma uguale a 1, o il baricentro in coordinate affini, dei numeri complessi {\displaystyle a_{i}} (con differente contributo assegnato a ciascuna radice e tale che la somma dei pesi sia 1).
Se {\displaystyle P(z)=P^{\prime }(z)=0}, allora {\displaystyle z=1\cdot a_{i}+\left(\sum _{j=1,j\neq i}^{n}0\cdot {a_{j}}\right)} per qualche {\displaystyle i}, ed è ancora una combinazione convessa delle radici di {\displaystyle P}.